# Gloeospermum andinum
Gloeospermum andinum är en violväxtart som först beskrevs av Louis René Tulasne, och fick sitt nu gällande namn av Melch.. Gloeospermum andinum ingår i släktet Gloeospermum och familjen violväxter. Inga underarter finns listade i Catalogue of Life.